# Incontro di Abramo e Melchisedec
L'Incontro di Abramo e Melchisedec è un dipinto a olio su tavola trasportato su tela (204x250 cm) di Peter Paul Rubens, databile al 1616-1617 e conservato nel Musée des Beaux-Arts di Caen.
Raffigura un episodio biblico narrato nella Genesi.